# Halictidae
Halictidae là một họ trong bộ Hymenoptera. Họ này có khoảng 4100 loài.

## Các chi chọn lọc

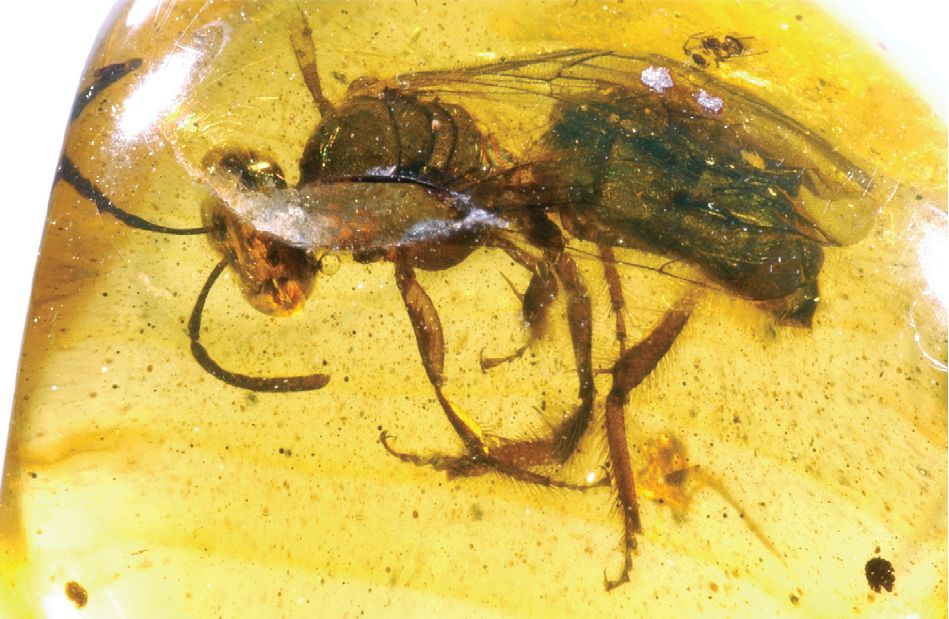
Oligochlora semirugosa cái trong hổ phách Dominica

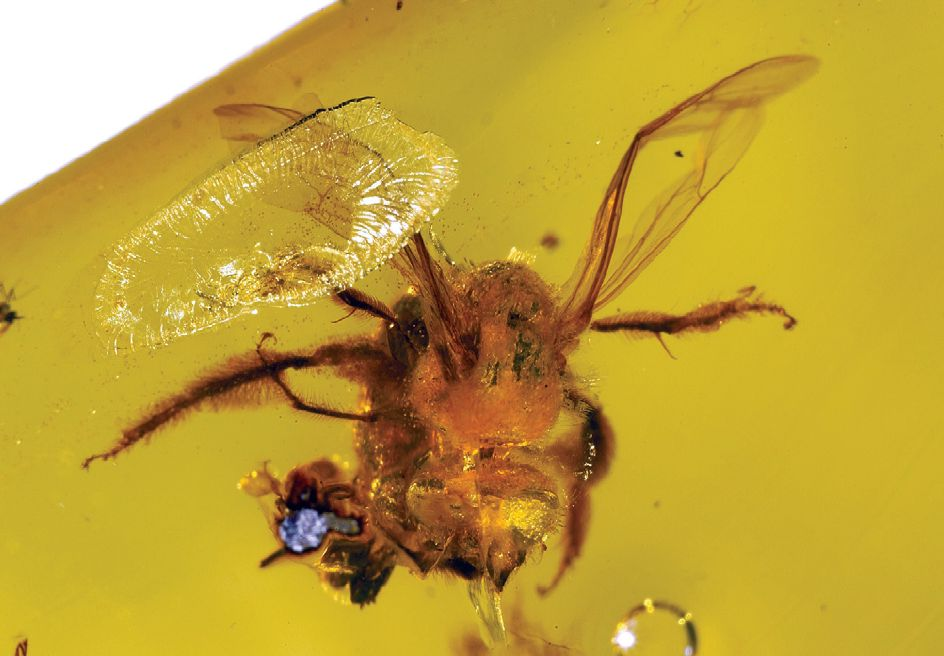
Nesagapostemon moronei cái trong hổ phách Dominica

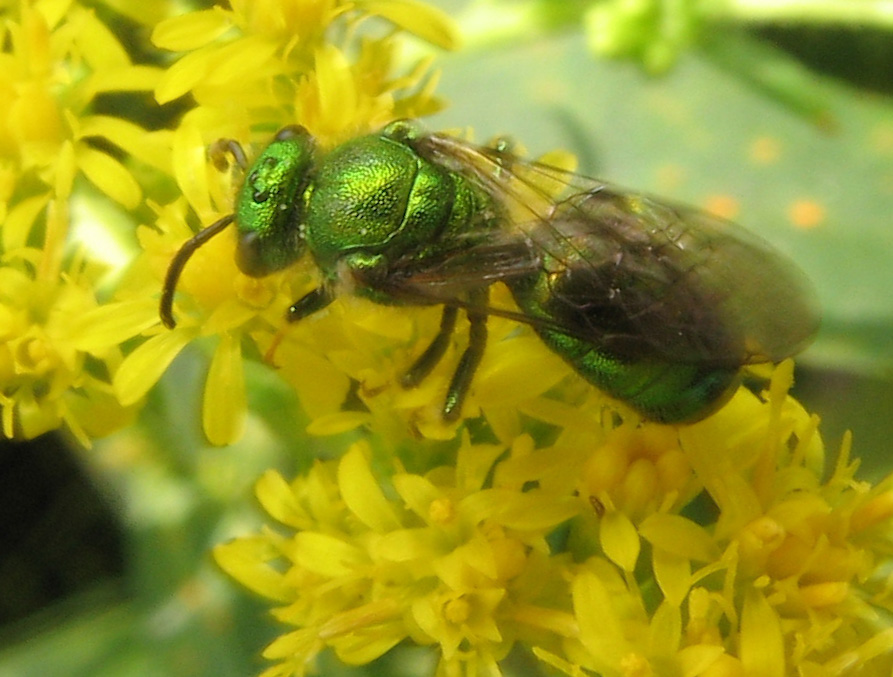
Augochloropsis metallica cái

Rophitinae:
- Conanthalictus
- Dufourea
- Micralictoides
- Protodufourea
- Sphecodosoma
- Xeralictus

Nomiinae:
- Dieunomia
- Nomia
- Lipotriches

Nomioidinae:
- Cellariella
- Ceylalictus
- Nomioides

Halictinae:
- Agapostemon
- Andinaugochlora
- Ariphanarthra
- Augochlora
- Augochlorella
- Augochloropsis
- Dialictus
- †Eickwortapis
- Evylaeus
- Halictus
- Lasioglossum
- Mexalictus
- Neocorynura

- †Nesagapostemon
- †Oligochlora
- Sphecodes
- Temnosoma